# Takuya Muguruma
Takuya Muguruma (født 13. juni 1984) er en tidligere japansk fodboldspiller.
Han har spillet for flere forskellige klubber i sin karriere, herunder Kyoto Purple Sanga, Albirex Niigata og Tokushima Vortis.